# Turdus abyssinicus
El zorzal abisinio (Turdus abyssinicus) es una especie de ave paseriforme de la familia Turdidae propia del este de África. Anteriormente se consideraba conespecífico del zorzal oliváceo (Turdus olivaceus) hasta que en 2010 se separaron en dos especies por sus diferencias genéticas.

## Descripción

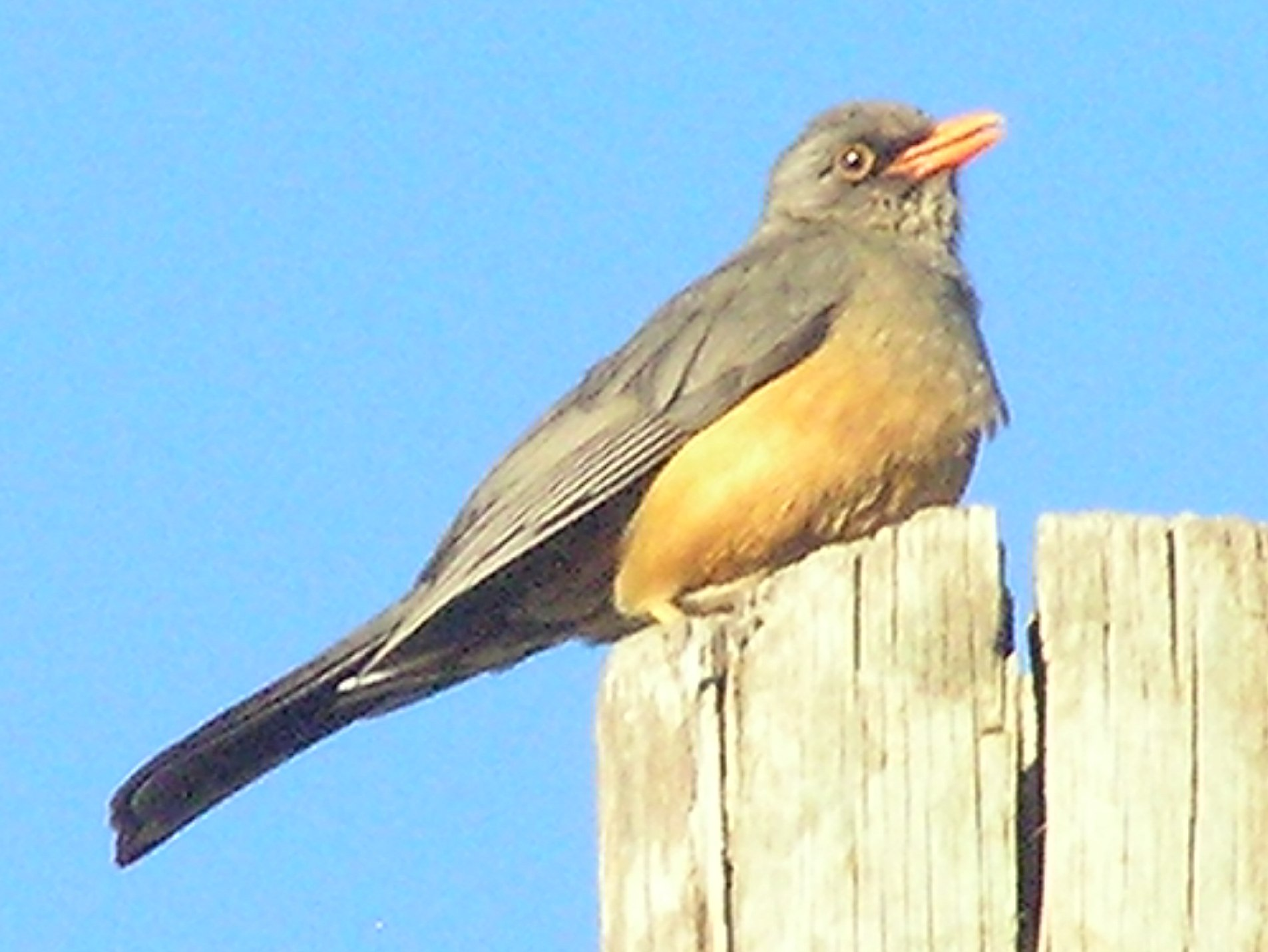
En Debre Berhan, Etiopía.

El zorzal abisinio mide unos 22 cm de largo. El plumaje de sus partes superiores, cabeza y pecho es de color gris y su vientre anaranjado, aunque presenta bastante variabilidad. Generalmente es más oscuro que el zorzal africano, y tiene el pico naranja, no amarillo. También es más oscuro que el de Kurrichane y no tiene bigoteras negras. Generalmente los tordos abisinios son más oscuros a medida que aumenta la altitud.

## Distribución y hábitat
El zorzal abisinio se encuentra  en las montañas del este de África, desde Eritrea y demás alrededores del Cuerno de África, extendiéndose por la región de los Grandes Lagos llegando hasta el este de Zambia y Malawi.

## Taxonomía
El zorzal de Abisinia se consideraba anteriormente una parte de la especie del zorzal oliváceo, pero se escindieron en dos especies separadas que forman parte de una superespecie, que además integra al zorzal de los Taita, zorzal del Karoo, zorzal de los Usambara y zorzal somalí.
Se reconocen las siguientes subespecies de zorzal abisinio:
- Turdus abyssinicus abyssinicus (Gmelin, 1789): montañas de Etiopía, sureste de Sudán del Sur, norte de Uganda, Kenia y norte de Tanzania.
- Turdus abyssinicus deckeni (Cabanis, 1868): norte de Tanzania desde Longido y Ketumbeine hasta el monte Kilimanjaro
- Turdus abyssinicus baraka (Sharpe, 1903): montañas del este de la República Democrática del Congo y nontañas Rwenzori del oeste de Uganda.
- Turdus abyssinicus bambusicola (Neumann, 1908): montañas de Burundi, Ruanda, suroeste de Uganda, noroeste de Tanzania y este de la República Democrática del congo
- Turdus abyssinicus nyikae (Reichenow, 1904): montañas Nguru y Uluguru en Tanzania, norte de Malawi y noreste de Zambia.
- Turdus abyssinicus oldeani (W. L. Sclater & Moreau, 1935): montañas del norte de Tanzania.